# Panitan
Panitan is een gemeente in de Filipijnse provincie Capiz op het eiland Panay. Bij de laatste census in 2007 had de gemeente bijna 39 duizend inwoners.

## Geografie

### Bestuurlijke indeling
Panitan is onderverdeeld in de volgende 26 barangays:
| - Agbabadiang - Agkilo - Agloway - Ambilay - Bahit - Balatucan - Banga-an - Cabugao - Cabangahan - Cadio - Cala-an - Capagao - Cogon | - Conciencia - Ensenagan - Intampilan - Pasugue - Poblacion Ilawod - Poblacion Ilaya - Quios - Salocon - Tabuc Norte - Tabuc Sur - Timpas - Tincupon - Tinigban |

## Demografie
Panitan had bij de census van 2007 een inwoneraantal van 38.666 mensen. Dit zijn 1.208 mensen (3,2%) meer dan bij de vorige census van 2000. De gemiddelde jaarlijkse groei komt daarmee uit op 0,44%, hetgeen lager is dan het landelijk jaarlijks gemiddelde over deze periode (2,04%). Vergeleken met de census van 1995 is het aantal mensen met 5.397 (16,2%) toegenomen.

De bevolkingsdichtheid van Panitan was ten tijde van de laatste census, met 38.666 inwoners op 89,88 km², 430,2 mensen per km².